# Bredrandig ansjovis
Bredrandig ansjovis (Anchoa hepsetus) är en art i familjen ansjovisfiskar som finns i Västatlanten. 

## Utseende
Bredrandig ansjovis är en långsträckt fisk med en djupt inskuren stjärtfena. Den påminner om sin nära släkting gulfansjovis med sitt silliknande utseende, stora ögon och breda mun, men till skillnad från släktingen har den ett brett, silverglänsande band längs varje sida. Färgen är i övrigt metalliskt ljusgrå med mörkare (ofta grönaktig) rygg och gröna till gula markeringar på hjässan. Även rygg- och stjärtfenorna kan vara mer eller mindre mörka. Den kan som mest bli 15,3 cm lång.

## Vanor
Arten lever i stora stim, ofta på grunt, kustnära vatten. Som mest kan den gå ner till 70 m. Salthaltsvariationen är stor, från mycket salta vatten till nästan sötvatten. Födan består av snäckor och foraminiferer samt till mindre del musselkräftor och havsborstmaskar. Ungfiskarna tar hoppkräftor. Leken äger rum under vår till sommar i skyddade områden som hamnar, flodmynningar och sund.

## Utbredning
Den bredrandiga ansjovisen finns i västra Atlanten från Massachusetts i USA till farvattnen utanför Floridas fastland och norra Mexikanska golfen. Dessutom från Venezuela till Uruguay. Tillfälliga fynd har gjorts så långt norrut som Maine i USA och Nova Scotia i Kanada.

## Ekonomiskt utnyttjande
Ett mindre, kommersiellt fiske förekommer. Fisken används också som agn.